# Le Tallud
Le Tallud ist eine französische Gemeinde mit 1.972 Einwohnern (Stand: 1. Januar 2022) im Département Deux-Sèvres in der Region Nouvelle-Aquitaine. Die Gemeinde gehört zum Arrondissement Parthenay und zum Kanton Parthenay.

## Geografie
Die Gemeinde liegt unmittelbar südwestlich von Parthenay am Fluss Thouet, in den hier sein Zufluss Viette einmündet. Umgeben wird Le Tallud von den Nachbargemeinden Saint-Aubin-le-Cloud im Norden, Châtillon-sur-Thouet im Nordosten, Parthenay im Osten, Pompaire im Osten und Südosten, Saint-Pardoux-Soutiers im Süden sowie Azay-sur-Thouet im Westen.
Durch die Gemeinde führt die frühere Route nationale 149bis.

## Bevölkerungsentwicklung
| Jahr      | 1962 | 1968 | 1975 | 1982 | 1990 | 1999 | 2006 | 2012 |
| Einwohner | 691  | 938  | 1406 | 1766 | 1808 | 1868 | 1901 | 2081 |